# Переписи війська литовського
Переписи війська Великого князівства Литовського — військові реєстри Великого князівства Литовського раннього нового часу. Місятять перелік військовозобов'язаних осіб та розмір їхньої військової повинності. Збереглися у переписи 1528, 1565 і 1567 років, що вміщені до Литовської метрики. Написані книжною староукраїнською (руською) мовою. Важливе джерело з вивчення військової справи, демографії, структури землеволодіння, історичної географії, ономастики Великого князівства Литовського.

## Історія
Перші спроби переписів фіксують у XV ст. В XVI—XVII переписи здійснювалися з різних причин і охоплювали локальні чи більші військові частини. Набагато рідше робилися загальні переписи усього війська.
Ці документи дозволяють розібратися у складній ієрархії чинів, адміністративно-територіального поділу, варіанти озброєння, специфіку імен того часу, етнічної приналежності шляхти, а також дають можливість підрахувати кількість населення країни. Більшість війська складали білоруси і українці (у пропорції 70/30 чи 60/40).
До нашого часу дійшли три великі переписи, що доповнюють один одного, але не охоплюють всю територію і шляхту князівства.

### Перепис 1528 року
302 аркуша. Має назву «Ухвала на великому сеймі Віленському в році 1528, місяці травня, 1 дня, зроблена для оборони земської, скільки хто з Пани-Рад, врадників і усіх обивателей Великого князівства Литовського з майна свого до служби коней поставить має».
Вміщений до копії Литовської Метрики 523 (книга Публічних справ 1) кінця XVI — початку XVII ст.

### Перепис 1565 року
Рукопис об'ємом 122 сторінки має назву «Реєстр перепису війська господарського Великого князівства Литовського, яка мало збиратися і записуватися в році від народження Сина Божого тисяча п'ятсот шістдесят п'ятого, місяця липня, дев'ятого дня, за гетьманства і справи його милості Миколи Радзивіла, воєводи троцкого, гетмана найвищого Великого князівства Литовського, старости мерецкого, державця лідзського і сумилиського, а описане те військо через мене, Михайла Григоровича Коледу, служебника його королівської милості».

### Перепис 1567 року
Книга 912 аркушів, з яких 51 не заповнені. Рукопис зберігається у Варшаві. Має заголовок «Літа Божего народження 1567 року. Перепис війська земського Великого князівства литовського, що зібралися за ухвалою сейма Городенського на місце, через листи короля його милості назначене, к Молодечну, якому чали збирати і переписати в Красном Селі перед його милістю паном гетьманом Григорієм Олександровичем Ходкевичем, паном віленськм, гетманом найвищого Великого князівства Литовського, старостою городенськми, державцем могилевськм, через мене, служебника його милості Стефана Якимовича списано».

## Видання
- Перапіс войска Вялікага княства Літоўскага 1528 года. Метрыка Вялікага княства Літоўскага. Кн. 523. Кн. Публічных спраў 1 / Падрыхт. А. I. Груша, М. Ф. Спірыдонаў, М. А. Вайтовіч; НАН Беларусі, Ін-т гісторыі.. Мінск: Беларуская навука, 2003, 444 с.